# Роймиллерит
Роймиллерит (англ. Roymillerite, нем. Roymillerit) — химическое соединение. Представляет собой твёрдое бесцветное прозрачное кристаллическое вещество. Имеет нетривиальную кристаллическую структуру.
Роймиллерит найден Э. Йонссоном в гидротермальных породах месторождения Комбат, в долине Отави (Намибия). Назван в честь геолога и минералога Роя Миллера.
Образец хранится в Музее естествознания в Стокгольме под номером 20080176.